# Finland vid världsmästerskapen i friidrott 2023
Finland tävlade vid världsmästerskapen i friidrott 2023 i Budapest i Ungern mellan den 19 och 27 augusti 2023.

## Medaljörer
| Medalj | Namn        | Gren              | Datum      |
| ------ | ----------- | ----------------- | ---------- |
| Brons  | Wilma Murto | Damernas stavhopp | 23 augusti |

## Resultat
Finlands trupp bestod av 40 idrottare.

### Herrar
Gång- och löpgrenar
| Idrottare           | Gren               | Försöksheat | Försöksheat | Semifinal        | Semifinal        | Final            | Final            |
| Idrottare           | Gren               | Resultat    | Placering   | Resultat         | Placering        | Resultat         | Placering        |
| ------------------- | ------------------ | ----------- | ----------- | ---------------- | ---------------- | ---------------- | ---------------- |
| Joonas Rinne        | 800 meter          | 1.45,93     | 4           | Gick inte vidare | Gick inte vidare | Gick inte vidare | Gick inte vidare |
| Joonas Rinne        | 1 500 meter        | 3.47,16     | 7           | Gick inte vidare | Gick inte vidare | Gick inte vidare | Gick inte vidare |
| Elmo Lakka          | 110 meter häck     | 13,69       | 7           | Gick inte vidare | Gick inte vidare | Gick inte vidare | Gick inte vidare |
| Topi Raitanen       | 3 000 meter hinder | 8.30,69     | 11          | —                | —                | Gick inte vidare | Gick inte vidare |
| Jerry Jokinen       | 20 kilometer gång  | —           | —           | —                | —                | 1:26.54          | 43               |
| Veli-Matti Partanen | 20 kilometer gång  | —           | —           | —                | —                | 1:18.22 0NR0     | 6                |
| Aleksi Ojala        | 35 kilometer gång  | —           | —           | —                | —                | 2:38.34          | 25               |
| Veli-Matti Partanen | 35 kilometer gång  | —           | —           | —                | —                | 2:32.28          | 18               |

Teknikgrenar
| Idrottare       | Gren          | Kval    | Kval      | Final            | Final            |
| Idrottare       | Gren          | Distans | Placering | Distans          | Placering        |
| --------------- | ------------- | ------- | --------- | ---------------- | ---------------- |
| Juho Alasaari   | Stavhopp      | 5,35    | =22       | Gick inte vidare | Gick inte vidare |
| Urho Kujanpää   | Stavhopp      | NM      | NM        | Gick inte vidare | Gick inte vidare |
| Aaro Davidila   | Tresteg       | 15,81   | 26        | Gick inte vidare | Gick inte vidare |
| Aaron Kangas    | Släggkastning | 72,96   | 17        | Gick inte vidare | Gick inte vidare |
| Lassi Etelätalo | Spjutkastning | 78,19   | 18        | Gick inte vidare | Gick inte vidare |
| Oliver Helander | Spjutkastning | 80,19   | 10 q      | 83,38            | 7                |
| Toni Kuusela    | Spjutkastning | 79,27   | 13        | Gick inte vidare | Gick inte vidare |

### Damer
Gång- och löpgrenar
| Idrottare           | Gren           | Försöksheat  | Försöksheat | Semifinal        | Semifinal        | Final            | Final            |
| Idrottare           | Gren           | Resultat     | Placering   | Resultat         | Placering        | Resultat         | Placering        |
| ------------------- | -------------- | ------------ | ----------- | ---------------- | ---------------- | ---------------- | ---------------- |
| Anniina Kortetmaa   | 200 meter      | 23,52        | 7           | Gick inte vidare | Gick inte vidare | Gick inte vidare | Gick inte vidare |
| Aino Pulkkinen      | 200 meter      | 23,48        | 8           | Gick inte vidare | Gick inte vidare | Gick inte vidare | Gick inte vidare |
| Mette Baas          | 400 meter      | 52,74        | 7           | Gick inte vidare | Gick inte vidare | Gick inte vidare | Gick inte vidare |
| Eveliina Määttänen  | 800 meter      | 2.00,41      | 3 Q         | 1.59,81 0PB0     | 5                | Gick inte vidare | Gick inte vidare |
| Nathalie Blomqvist  | 1 500 meter    | 4.06,93 0PB0 | 11          | Gick inte vidare | Gick inte vidare | Gick inte vidare | Gick inte vidare |
| Camilla Richardsson | 5 000 meter    | 15.13,84     | 12          | —                | —                | Gick inte vidare | Gick inte vidare |
| Camilla Richardsson | 10 000 meter   | —            | —           | —                | —                | 32.15,74         | 15               |
| Nina Chydenius      | Maraton        | —            | —           | —                | —                | 2:42.36          | 54               |
| Alisa Vainio        | Maraton        | —            | —           | —                | —                | 2:32.14          | 22               |
| Lotta Harala        | 100 meter häck | 13,11        | 5           | Gick inte vidare | Gick inte vidare | Gick inte vidare | Gick inte vidare |
| Reetta Hurske       | 100 meter häck | 12,92        | 5 q         | 13,05            | 7                | Gick inte vidare | Gick inte vidare |
| Viivi Lehikoinen    | 400 meter häck | 54,65        | 4 Q         | 54,48            | 3                | Gick inte vidare | Gick inte vidare |

Teknikgrenar
| Idrottare          | Gren          | Kval       | Kval      | Final            | Final            |
| Idrottare          | Gren          | Distans    | Placering | Distans          | Placering        |
| ------------------ | ------------- | ---------- | --------- | ---------------- | ---------------- |
| Ella Junnila       | Höjdhopp      | 1,89       | =12 q     | 1,90             | =13              |
| Heta Tuuri         | Höjdhopp      | 1,80       | 32        | Gick inte vidare | Gick inte vidare |
| Saga Andersson     | Stavhopp      | NM         | NM        | Gick inte vidare | Gick inte vidare |
| Elina Lampela      | Stavhopp      | 4,50       | =22       | Gick inte vidare | Gick inte vidare |
| Wilma Murto        | Stavhopp      | 4,65       | =1 Q      | 4,80 0=SB0       | 3                |
| Kristiina Mäkelä   | Tresteg       | 13,88      | 18        | Gick inte vidare | Gick inte vidare |
| Senni Salminen     | Tresteg       | 13,50      | 30        | Gick inte vidare | Gick inte vidare |
| Emilia Kangas      | Kulstötning   | 15,94      | 33        | Gick inte vidare | Gick inte vidare |
| Senja Mäkitörmä    | Kulstötning   | 16,27      | 31        | Gick inte vidare | Gick inte vidare |
| Eveliina Rouvali   | Kulstötning   | 16,61      | 29        | Gick inte vidare | Gick inte vidare |
| Salla Sipponen     | Diskus        | 54,72      | 30        | Gick inte vidare | Gick inte vidare |
| Suvi Koskinen      | Släggkastning | 70,81      | 15        | Gick inte vidare | Gick inte vidare |
| Silja Kosonen      | Släggkastning | 74,19 0PB0 | 3 Q       | 73,89            | 5                |
| Krista Tervo       | Släggkastning | 68,00      | 23        | Gick inte vidare | Gick inte vidare |
| Anni-Linnea Alanen | Spjutkastning | 58,30      | 17        | Gick inte vidare | Gick inte vidare |

Mångkamp – Sjukamp
| Idrottare     | Gren     | 100 m häck | Höjd       | Kula  | 200 m | Längd | Spjut | 800 m   | Totalt | Placering |
| ------------- | -------- | ---------- | ---------- | ----- | ----- | ----- | ----- | ------- | ------ | --------- |
| Saga Vanninen | Resultat | 13,62      | 1,80 0=PB0 | 14,78 | 24,71 | 6,06  | 48,32 | 2.20,13 | 6 289  | 9         |
| Saga Vanninen | Poäng    | 1 033      | 978        | 846   | 914   | 868   | 828   | 822     | 6 289  | 9         |